# Evert Bulder
Evert Jan Bulder (Groninga, 24 dicembre 1894 – Heerenveen, 21 aprile 1973) è stato un calciatore olandese, di ruolo attaccante.

## Carriera
A livello di club, Evert Bulder ha giocato nelle file del Be Quick.
Ha giocato anche una partita con la maglia della Nazionale olandese il 5 settembre 1920 ad Anversa, durante i Giochi Olimpici, contro la Spagna.

## Palmarès

### Club

#### Competizioni nazionali
- Campionato olandese: 1

Be Quick 1887: 1919-1920

### Nazionale
- Bronzo olimpico: 1

Anversa 1920

## Statistiche

### Cronologia presenze e reti in nazionale
| Cronologia completa delle presenze e delle reti in nazionale ― Paesi Bassi | Cronologia completa delle presenze e delle reti in nazionale ― Paesi Bassi | Cronologia completa delle presenze e delle reti in nazionale ― Paesi Bassi | Cronologia completa delle presenze e delle reti in nazionale ― Paesi Bassi | Cronologia completa delle presenze e delle reti in nazionale ― Paesi Bassi | Cronologia completa delle presenze e delle reti in nazionale ― Paesi Bassi | Cronologia completa delle presenze e delle reti in nazionale ― Paesi Bassi | Cronologia completa delle presenze e delle reti in nazionale ― Paesi Bassi |
| Data                                                                       | Città                                                                      | In casa                                                                    | Risultato                                                                  | Ospiti                                                                     | Competizione                                                               | Reti                                                                       | Note                                                                       |
| -------------------------------------------------------------------------- | -------------------------------------------------------------------------- | -------------------------------------------------------------------------- | -------------------------------------------------------------------------- | -------------------------------------------------------------------------- | -------------------------------------------------------------------------- | -------------------------------------------------------------------------- | -------------------------------------------------------------------------- |
| 5-9-1920                                                                   | Anversa                                                                    | Paesi Bassi                                                                | 1 – 3                                                                      | Spagna                                                                     | Olimpiadi 1920                                                             | -                                                                          |                                                                            |
| Totale                                                                     |                                                                            | Presenze                                                                   | 1                                                                          |                                                                            | Reti                                                                       | 0                                                                          |                                                                            |